# Shurlach
Shurlach var en civil parish från 1866 till 1892 då den blev en del av Rudheath, i grevskapet Cheshire, i England. Civil parish var belägen 18 km från Crewe och hade 179 invånare år 1881. Byn nämndes i Domedagsboken (Domesday Book) år 1086, och kallades då Survelec.